# Décima legislatura del Parlamento Europeo
La décima legislatura del Parlamento Europeo o también llamada X legislatura, es el ciclo parlamentario que comenzó el 16 de julio de 2024 tras las elecciones europeas de ese año y que finalizará en 2029. Los diputados de los diferentes partidos políticos europeos se organizaron en grupos parlamentarios según su afinidad ideológica y se repartieron en comisiones de trabajo. Además reeligieron a Roberta Metsola como presidenta del hemiciclo y nombraron al resto de la Mesa de la Eurocámara.

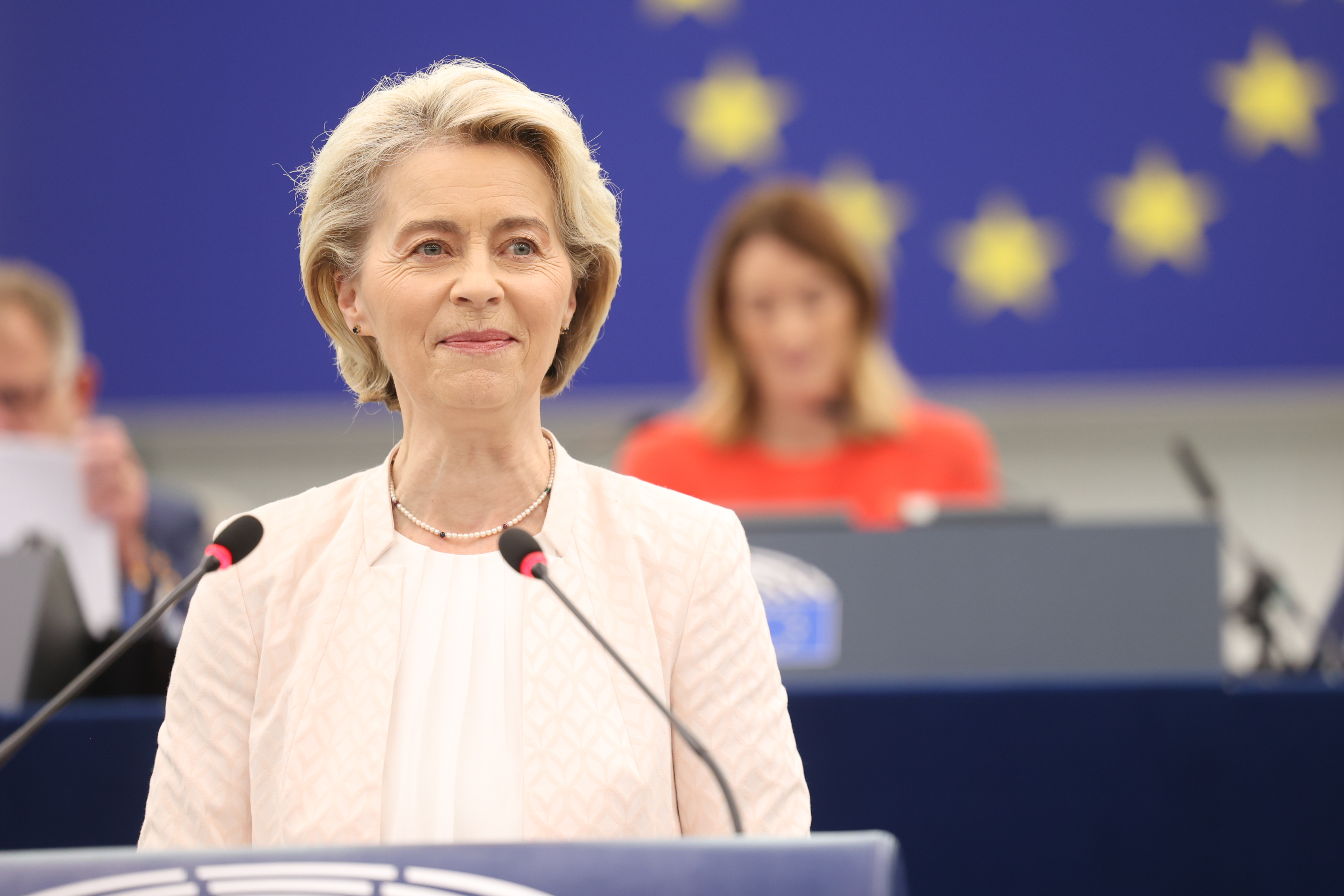
Ursula von der Leyen en el Parlamento Europeo durante la presentación de su candidatura a la presidencia de la Comisión Europea (2024-2029).

El 18 de julio de 2024 la nueva Eurocámara reeligió a Ursula von der Leyen como presidenta de la Comisión Europea tras ser propuesta para el cargo con el respaldo de 25 miembros del Consejo Europeo. La mandataria anunció el lanzamiento de un plan de acceso a la vivienda digna, con inyección de recursos comunitarios y la designación de un comisario de Vivienda. Para su nuevo mandato reafirmó su compromiso por una economía baja en carbono y el fomento de grandes empresas en sectores clave (incluida la defensa). Además manifestó que buscará reorientar los fondos de cohesión hacia planes de reforma a nivel nacional similares a los aplicados con el fondo Next Generation EU. La presidenta abogó también por una reforma del Tratados de la Unión Europea.
Esta previsto que la nueva Comisión comience a funcionar el 1 de noviembre siguiente. Von der Leyen pidió a los Estados miembros que enviasen cada uno dos candidatos a comisarios: un hombre y una mujer. La presidenta los entrevistará a mediados de agosto, tras lo cual serán interrogados por los eurodiputados.

## Grupos políticos
En la décima legislatura del Parlamento Europeo han sido compuestos ocho grupos políticos en el Parlamento Europeo, a los cuales hay que añadir el grupo de los no inscritos. A continuación se muestran en una tabla por orden de diputados:
| Nombre | Nombre    | Nombre | Diputados | Partido político europeo               |
| ------ | --------- | --- | --------- | -------------------------------------- |
|        | EPP Group | Grupo del Partido Popular Europeo European People's Party Group                                              | 188/720   | EPP (167) ECPM (1) Ninguno (20)        |
|        | S&D       | Grupo de la Alianza Progresista de Socialistas y Demócratas Progressive Alliance of Socialists and Democrats | 136/720   | PES (132) Ninguno (4)                  |
|        | PfE       | Patriotas por Europa Patriots for Europe                                                                     | 85/720    | P.eu (78) ECPM (1) Ninguno (6)         |
|        | ECR Group | Grupo de los Conservadores y Reformistas Europeos European Conservatives and Reformists Group                | 80/720    | ECR (52) EFA (3) ECPM (2) Ninguno (23) |
|        | RE        | Renovar Europa Renew Europe                                                                                  | 77/720    | ALDE (51) EDP (9) EPP (1) Ninguno (16) |
|        | G/EFA     | Grupo de Los Verdes/Alianza Libre Europea Greens/European Free Alliance                                      | 53/720    | EGP (39) EFA (3) Ninguno (11)          |
|        | L-GUE/NGL | La Izquierda en el Parlamento Europeo-GUE/NGL The Left in the European Parliament-GUE/NGL                    | 46/720    | ELA (18) PEL (6) Ninguno (22)          |
|        | ESN Group | Grupo Europa de las Naciones Soberanas Europe of Sovereign Nations Group                                     | 27/720    | ESN (27)                               |
|        | NI        | No inscritos Non-attached                                                                                    | 29/720    | Ninguno (29)                           |

| Estado          | Grupos políticos del Parlamento Europeo | Grupos políticos del Parlamento Europeo | Grupos políticos del Parlamento Europeo | Grupos políticos del Parlamento Europeo | Grupos políticos del Parlamento Europeo | Grupos políticos del Parlamento Europeo | Grupos políticos del Parlamento Europeo | Grupos políticos del Parlamento Europeo | Grupos políticos del Parlamento Europeo | Grupos políticos del Parlamento Europeo | Grupos políticos del Parlamento Europeo | Grupos políticos del Parlamento Europeo | Grupos políticos del Parlamento Europeo | Grupos políticos del Parlamento Europeo | Grupos políticos del Parlamento Europeo | Grupos políticos del Parlamento Europeo | Grupos políticos del Parlamento Europeo | Grupos políticos del Parlamento Europeo | MEP's |
| --------------- | --------------------------------------- | --------------------------------------- | --------------------------------------- | --------------------------------------- | --------------------------------------- | --------------------------------------- | --------------------------------------- | --------------------------------------- | --------------------------------------- | --------------------------------------- | --------------------------------------- | --------------------------------------- | --------------------------------------- | --------------------------------------- | --------------------------------------- | --------------------------------------- | --------------------------------------- | --------------------------------------- | ----- |
| Estado          |                                         |                                         |                                         |                                         |                                         |                                         |                                         |                                         |                                         |                                         |                                         |                                         |                                         |                                         |                                         |                                         |                                         |                                         | MEP's |
| Estado          | EPP                                     | EPP                                     | S&D                                     | S&D                                     | PxE                                     | PxE                                     | ECR                                     | ECR                                     | RE                                      | RE                                      | G-EFA                                   | G-EFA                                   | GUE/NGL                                 | GUE/NGL                                 | ENS                                     | ENS                                     | NI                                      | NI                                      | MEP's |
| Alemania        | 23 (CDU) 6 (CSU) 1 (ÖDP) 1 (FAMILIE)    | ±0                                      | 14 (SPD)                                | -2                                      |                                         |                                         |                                         |                                         | 5 (FDP) 3 (FW)                          | ±0 +1                                   | 12 (Grüne) 3 (Volt)                     | -9 +2                                   | 3 (Linke) 1 (Tierschutz)                | -2 ±0                                   | 14 (AfD)                                | +3                                      | 6 (BWS) 2 (PARTEI) 1 (AfD) 1 (PdF)      | +6 ±0 +1                                | 96    |
| Francia         | 6 (LR)                                  | -2                                      | 13 (PS-PP)                              | +7                                      | 30 (RN)                                 | +7                                      | 4 (I-L)                                 | +4                                      | 13 (ENS)                                | -10                                     | 5 (EE-LV)                               | -8                                      | 9 (FI)                                  | +3                                      | 1 (R!)                                  | +1                                      |                                         |                                         | 81    |
| Italia          | 8 (FI) 1 (SVP)                          | +1 ±0                                   | 21 (PD)                                 | +2                                      | 8 (Lega)                                | -21                                     | 24 (FdI)                                | +18                                     |                                         |                                         | 4 (EV)                                  | +4                                      | 8 (M5S) 2 (SI)                          | -6 +2                                   |                                         |                                         |                                         |                                         | 76    |
| España          | 22 (PP)                                 | +9                                      | 20 (PSOE)                               | -1                                      | 6 (Vox)                                 | +2                                      | 2 (SALF)                                | +2                                      | 1 (PNV)                                 | ±0                                      | 1 (ERC) 1 (BNG) 1 (CeC) 1 (CC)          | -1 +1 ±0 +1                             | 2 (Podemos) 1 (SMR) 1 (EH Bildu)        | -1 +1 ±0                                |                                         |                                         | 1 (SALF) 1 (Junts)                      | +1 -2                                   | 61    |
| Polonia         | 21 (KO) 2 (PSL)                         | +7 -1                                   | 3 (Lewica)                              | -5                                      |                                         |                                         | 20 (PiS)                                | -7                                      | 1 (PO2050)                              | +1                                      |                                         |                                         |                                         |                                         | 3 (KO)                                  | +3                                      | 3 (KO)                                  | +3                                      | 53    |
| Rumania         | 8 (PNL) 2 (RMDSZ/UDMR)                  | -2 ±0                                   | 11 (PSD)                                | +2                                      |                                         |                                         | 6 (AUR)                                 | +6                                      | 3 (AUR-FD-PMP)                          | -6                                      | 1 (Ștefănuță)                           | +1                                      |                                         |                                         |                                         |                                         | 2 (SOS)                                 | +2                                      | 33    |
| Países Bajos    | 3 (CDA) 2 (BBB) 1 (NSC)                 | -1 +2 +1                                | 4 (PvdA)                                | -2                                      | 6 (PVV)                                 | +6                                      | 1 (SGP)                                 | ±0                                      | 4 (VVD) 3 (D66)                         | ±0 +1                                   | 4 (GL) 2 (Volt)                         | +1 +2                                   | 1 (PvdD)                                | ±0                                      |                                         |                                         |                                         |                                         | 31    |
| Bélgica         | 2 (CDenV) 1 (CDH) 1 (CSP)               | ±0                                      | 2 (PS) 2 (Vooruit)                      | ±0 +1                                   | 3 (VB)                                  | ±0                                      | 3 (NV-A)                                | ±0                                      | 3 (MR) 1 (VLD) 2 (LE)                   | +1 -1 ±0                                | 1 (Ecolo) 1 (Groen)                     | -1 ±0                                   | 2 (PvdA)                                | +1                                      |                                         |                                         |                                         |                                         | 22    |
| República Checa | 2 (TOP 09) 2 (STAN) 1 (KDU-CSL)         | ±0 +1 -1                                |                                         |                                         | 7 (ANO) 2 (Přísaha)                     | +1 +2                                   | 3 (ODS)                                 | -1                                      |                                         |                                         | 1 (Pirati)                              | -2                                      |                                         |                                         | 1 (SPD)                                 | -1                                      | 2 (KSČM-SD–SN)                          | +1                                      | 21    |
| Grecia          | 7 (ND)                                  | -1                                      | 3 (KINAL)                               | +1                                      | 1 (FL)                                  | +1                                      | 2 (EL)                                  | +1                                      |                                         |                                         |                                         |                                         | 4 (SYRIZA)                              | -2                                      |                                         |                                         | 2 (KKE) 1 (NIKI) 1 (PE)                 | ±0 +1                                   | 21    |
| Hungría         | 7 (TISZA)                               | +7                                      | 2 (DK)                                  | -3                                      | 11 (FIDESZ-KDNP)                        | -2                                      |                                         |                                         |                                         |                                         |                                         |                                         |                                         |                                         | 1 (MHM)                                 | +1                                      |                                         |                                         | 21    |
| Portugal        | 7 (PSD-CDS-PP)                          | ±0                                      | 8 (PS)                                  | -1                                      | 2 (Chega!)                              | +2                                      |                                         |                                         | 1 (IL)                                  | +2                                      |                                         |                                         | 1 (PCP) 1 (BE)                          | -1                                      |                                         |                                         |                                         |                                         | 21    |
| Suecia          | 4 (MOD) 1 (KD)                          | ±0 -1                                   | 5 (SAP)                                 | ±0                                      |                                         |                                         | 3 (SD)                                  | ±0                                      | 2 (CP) 1 (FP)                           | ±0                                      | 3 (MP)                                  | ±0                                      | 2 (V)                                   | +1                                      |                                         |                                         |                                         |                                         | 21    |
| Austria         | 5 (ÖVP)                                 | -2                                      | 5 (SPÖ)                                 | ±0                                      | 6 (FPÖ)                                 | +3                                      |                                         |                                         | 2 (NEOS)                                | +1                                      | 2 (Grünen)                              | -1                                      |                                         |                                         |                                         |                                         |                                         |                                         | 20    |
| Bulgaria        | 5 (GERB) 1 (DSB)                        | -1 ±0                                   | 2 (BSP)                                 | -3                                      |                                         |                                         | 1 (ITN)                                 | +1                                      | 3 (DPS) 2 (PP)                          | ±0 +2                                   |                                         |                                         |                                         |                                         | 3 (R)                                   | +3                                      |                                         |                                         | 17    |
| Finlandia       | 4 (KOK)                                 | +1                                      | 2 (SDP)                                 | ±0                                      |                                         |                                         | 1 (PS)                                  | -1                                      | 2 (KESK) 1 (SFP/RKP)                    | ±0                                      | 2 (Vihr)                                | -1                                      | 3 (VAS)                                 | +2                                      |                                         |                                         |                                         |                                         | 15    |
| Dinamarca       | 1 (C) 1 (LA)                            | ±0 +1                                   | 3 (SD)                                  | ±0                                      | 1 (DF)                                  | ±0                                      | 1 (Æ)                                   | +1                                      | 2 (V) 1 (B) 1 (M)                       | -2 -1 +1                                | 3 (SF)                                  | +1                                      | 1 (Ø)                                   | ±0                                      |                                         |                                         |                                         |                                         | 15    |
| Eslovaquia      | 1 (KDH)                                 | ±0                                      |                                         |                                         |                                         |                                         |                                         |                                         | 6 (PS)                                  | +4                                      |                                         |                                         |                                         |                                         | 1 (RS)                                  | +1                                      | 5 (SMER) 1 (HLAS) 1 (RS)                | +2 +1                                   | 15    |
| Irlanda         | 4 (FG)                                  | -1                                      | 1 (PL)                                  | +1                                      |                                         |                                         |                                         |                                         | 4 (FF) 1 (II) 1 (McNamara)              | +2 +1                                   |                                         |                                         | 2 (SF) 1 (Ming)                         | +1 ±0                                   |                                         |                                         |                                         |                                         | 14    |
| Croacia         | 6 (HDZ)                                 | +2                                      | 4 (SDP)                                 | ±0                                      |                                         |                                         | 1 (DP)                                  | +1                                      |                                         |                                         | 1 (M!)                                  | +1                                      |                                         |                                         |                                         |                                         |                                         |                                         | 12    |
| Lituania        | 3 (TS-LKD)                              | ±0                                      | 2 (LSDP)                                | ±0                                      |                                         |                                         | 1 (LVŽS) 1 (LLRA–KŠS)                   | -1 ±0                                   | 1 (LP) 1 (LRLS)                         | +1 ±0                                   | 1 (DSVL)                                | +1                                      |                                         |                                         | 1 (LCP)                                 | +1                                      |                                         |                                         | 11    |
| Letonia         | 2 (JV)                                  | ±0                                      | 1 (SDP)                                 | -1                                      | 1 (LPV)                                 | +1                                      | 2 (NA) 1 (AS)                           | ±0 +1                                   | 1 (AP!)                                 | ±0                                      | 1 (P)                                   | +1                                      |                                         |                                         |                                         |                                         |                                         |                                         | 9     |
| Eslovenia       | 4 (SDS) 1 (NSi)                         | +2 ±0                                   | 1 (SD)                                  | -1                                      |                                         |                                         |                                         |                                         | 2 (S!)                                  | ±0                                      | 1 (Vesna)                               | +1                                      |                                         |                                         |                                         |                                         |                                         |                                         | 9     |
| Chipre          | 2 (DISY)                                | ±0                                      | 1 (EDEK)                                | ±0                                      |                                         |                                         | 1 (ELAM)                                | +1                                      |                                         |                                         |                                         |                                         | 1 (AKEL)                                | -1                                      |                                         |                                         | 1 (Fidias)                              | +1                                      | 6     |
| Estonia         | 2 (Isamaa)                              | +1                                      | 2 (SDE)                                 | ±0                                      |                                         |                                         | 1 (EKRE)                                | ±0                                      | 1 (REF) 1 (KE)                          | -1 ±0                                   |                                         |                                         |                                         |                                         |                                         |                                         |                                         |                                         | 6     |
| Luxemburgo      | 2 (CSV)                                 | ±0                                      | 1 (LSAP)                                | ±0                                      |                                         |                                         | 1 (ADR)                                 | +1                                      | 1 (DP)                                  | -1                                      | 1 (Gréng)                               | ±0                                      |                                         |                                         |                                         |                                         |                                         |                                         | 6     |
| Malta           | 3 (PN)                                  | +1                                      | 3 (PL)                                  | -1                                      |                                         |                                         |                                         |                                         |                                         |                                         |                                         |                                         |                                         |                                         |                                         |                                         |                                         |                                         | 6     |
| Total           | EPP                                     | EPP                                     | S&D                                     | S&D                                     | PxE                                     | PxE                                     | ECR                                     | ECR                                     | RE                                      | RE                                      | G-EFA                                   | G-EFA                                   | GUE/NGL                                 | GUE/NGL                                 | ENS                                     | ENS                                     | NI                                      | NI                                      | MEPs  |
| Total           |                                         |                                         |                                         |                                         |                                         |                                         |                                         |                                         |                                         |                                         |                                         |                                         |                                         |                                         |                                         |                                         |                                         |                                         | MEPs  |
| Total           | 189 (26,1%)                             | +12                                     | 136 (18,9%)                             | -3                                      | 84 (11,7%)                              | +1                                      | 80 (10,9%)                              | +25                                     | 77 (10,7%)                              | -25                                     | 53 (7,4%)                               | -18                                     | 46 (6,4%)                               | +9                                      | 25 (3,5%)                               | +14                                     | 29 (4,5%)                               | +1                                      | 720   |

## Mesa del Parlamento

### Presidencia del Parlamento
La presidencia del Parlamento Europeo asume el puesto de mayor responsabilidad y representación de la primera institución de la Unión Europea; el Parlamento Europeo, que junto al Consejo de la Unión, ejerce el poder legislativo y presupuestario, y desempeña además las superiores funciones de control político y legislativo.
Para la presidencia del Parlamento, el Grupo del Partido Popular presentó a la maltesa Roberta Metsola, que fue elegida en primera votación con el apoyo de su grupo, y de parte del Grupo del Partido Popular Europeo, Grupo de la Alianza Progresista de Socialistas y Demócratas, Renovar Europa y el Grupo de Los Verdes/Alianza Libre Europea. También compitió por el cargo la española Irene Montero que fue apoyada por The Left. Los grupos de extrema derecha no dieron su apoyo explícito a ninguna candidatura, pero por el número de votos se cree que estos votaron a la Popular Metsola.
| Votación para la presidencia del Parlamento Europeo Votos emitidos en primera votación: 699 \| Votos blancos o nulos: 76 \| Mayoría absoluta: 350 |                      |              |
| Candidatas |                      |              |
| |                      |              |
| Roberta Metsola | Irene Montero        |              |
| Estado | Malta                | España       |
| Partido político | Partido Nacionalista | Podemos      |
| Grupo político | Partido Popular      | La Izquierda |
| 1.ª votación | 562                  | 61           |

### Vicepresidentes

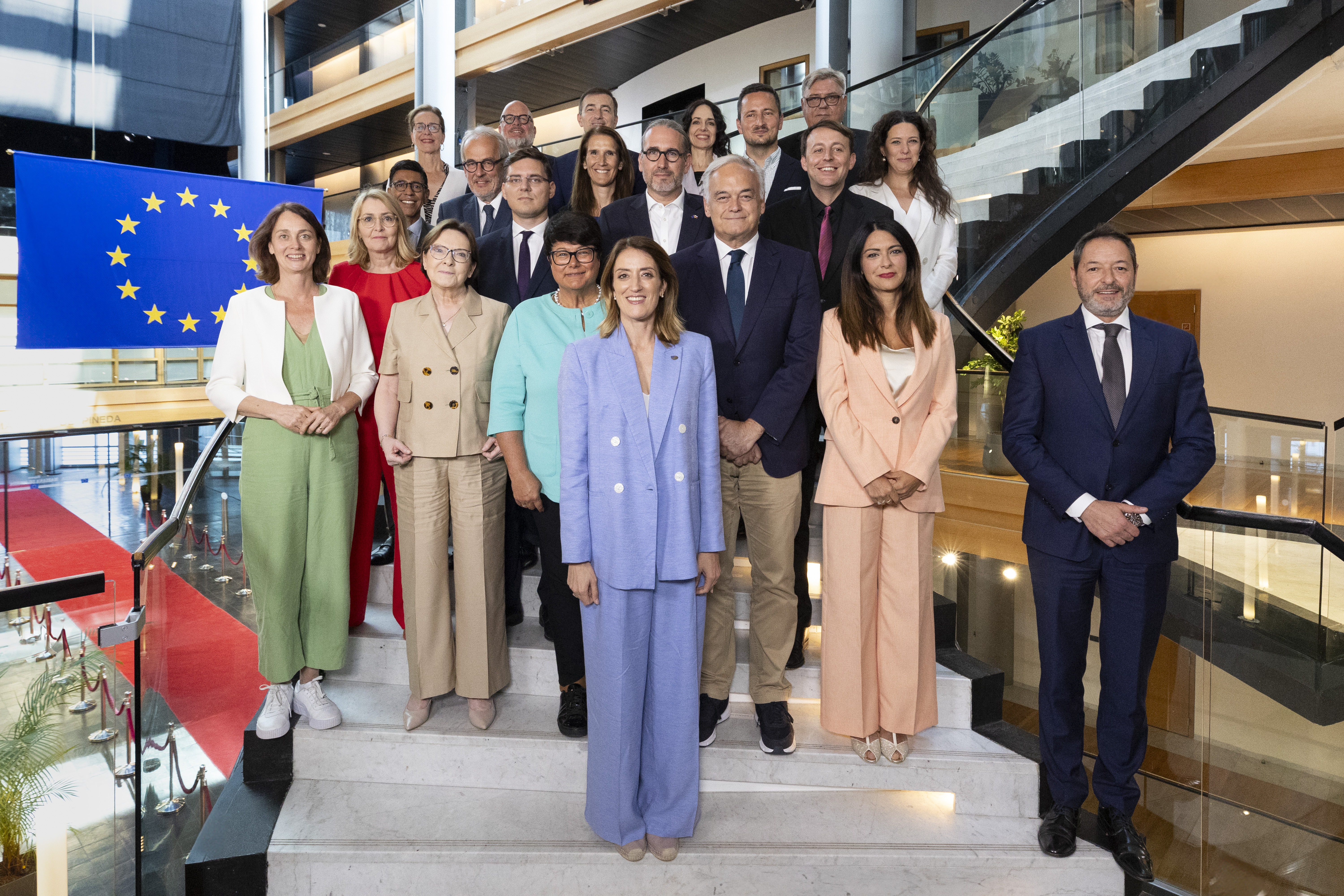
Los catorce vicepresidentes elegidos.

Se eligió catorce vicepresidencias.  
| Candidato/a             | Grupo   | Votos 1.ª | Votos 2.ª  | País            |  |
| ----------------------- | ------- | --------- | ---------- | --------------- |  |
| Sabine Verheyen         | EPP     | 604       |            | Alemania        |  |
| Ewa Kopacz              | EPP     | 572       | Polonia    |                 |  |
| Esteban González Pons   | EPP     | 478       | España     |                 |  |
| Katarina Barley         | S&D     | 450       | Alemania   |                 |  |
| Pina Picierno           | S&D     | 405       | Italia     |                 |  |
| Victor Negrescu         | S&D     | 394       | Rumania    |                 |  |
| Martin Hojsík           | RE      | 393       | Eslovaquia |                 |  |
| Christel Schaldemose    | S&D     | 378       | Dinamarca  |                 |  |
| Javi López              | S&D     | 377       | España     |                 |  |
| Sophie Wilmès           | RE      | 371       | Bélgica    |                 |  |
| Nicolae Ştefănuță       | G-EFA   | 347       | Rumania    |                 |  |
| Roberts Zīle            | ECR     | 323       | 490        | Letonia         |  |
| Antonella Sberna        | ECR     | 306       | 314        | Italia          |  |
| Younous Omarjee         | GUE/NGL | 272       | 311        | Francia         |  |
| Fabrice Leggeri         | PxE     | 214       | 177        | Francia         |  |
| Klára Dostálová         | PxE     | 209       | 116        | República Checa |  |
| Ewa Zajaczkowska-Hernik | ENS     | 102       | 46         | Polonia         |  |
| Blancos                 | Blancos | 36        | 65         |                 |  |
| Nulos                   |         | 36        | 65         |                 |  |
|                         |         |           |            |                 |  |
| Total                   | Total   | 6231      | 1519       |                 |  |

## Comisiones parlamentarias
Las comisiones parlamentarias (también llamados comités parlamentarios) son los órganos políticos de trabajo en que se organizan los diputados del Parlamento Europeo para realizar el seguimiento especializado de los asuntos y labores políticas que corresponde a esta institución electa.
| Comisión                                              | Comisión                                              | Comisión | Presidente | Presidente | Presidente                    | Vicepresidentes   | Vicepresidentes            | Vicepresidentes           |
| ----------------------------------------------------- | ----------------------------------------------------- | -------- | ---------- | ---------- | ----------------------------- | ----------------- | -------------------------- | ------------------------- |
| Relaciones Exteriores                                 | Relaciones Exteriores                                 | AFET     |            | PPE        | David McAllister              |                   | S&D                        | Hana Jalloul              |
| Relaciones Exteriores                                 | Relaciones Exteriores                                 | AFET     |            | PPE        | David McAllister              | RE                | Urmas Paet                 |                           |
| Relaciones Exteriores                                 | Relaciones Exteriores                                 | AFET     |            | PPE        | David McAllister              | ECR               | Alberico Gambino           |                           |
| Relaciones Exteriores                                 | Relaciones Exteriores                                 | AFET     |            | PPE        | David McAllister              | PPE               | Ioan-Rareș Bogdan          |                           |
|                                                       | Derechos Humanos                                      | DROI     |            | G/EFA      | Mounir Satouri                |                   | S&D                        | Marta Temido              |
|                                                       | Derechos Humanos                                      | DROI     | PPE        | G/EFA      | Mounir Satouri                | Łukasz Kohut      |                            |                           |
|                                                       | Seguridad y Defensa                                   | SEDE     |            | RE         | Marie-Agnes Strack-Zimmermann |                   | PPE                        | Christophe Gomart         |
|                                                       | Seguridad y Defensa                                   | SEDE     | S&D        | RE         | Marie-Agnes Strack-Zimmermann | Mihai Tudose      |                            |                           |
|                                                       | Seguridad y Defensa                                   | SEDE     | ECR        | RE         | Marie-Agnes Strack-Zimmermann | Alberico Gambino  |                            |                           |
|                                                       | Seguridad y Defensa                                   | SEDE     | PPE        | RE         | Marie-Agnes Strack-Zimmermann | Riho Terras       |                            |                           |
| Empleo y Asuntos Sociales                             | Empleo y Asuntos Sociales                             | EMPL     |            | GUE/NGL    | Li Andersson                  |                   | S&D                        | Johan Danielsson          |
| Empleo y Asuntos Sociales                             | Empleo y Asuntos Sociales                             | EMPL     |            | GUE/NGL    | Li Andersson                  | PPE               | Jagna Marczułajtis-Walczak |                           |
| Empleo y Asuntos Sociales                             | Empleo y Asuntos Sociales                             | EMPL     |            | GUE/NGL    | Li Andersson                  | G/EFA             | Katrin Langensiepen        |                           |
| Cultura y Educación                                   | Cultura y Educación                                   | CULT     |            | G/EFA      | Nela Riehl                    |                   | PPE                        | Bogdan Andrzej Zdrojewski |
| Cultura y Educación                                   | Cultura y Educación                                   | CULT     |            | G/EFA      | Nela Riehl                    | S&D               | Emma Rafowicz              |                           |
| Cultura y Educación                                   | Cultura y Educación                                   | CULT     |            | G/EFA      | Nela Riehl                    | G/EFA             | Diana Riba i Giner         |                           |
| Cultura y Educación                                   | Cultura y Educación                                   | CULT     |            | G/EFA      | Nela Riehl                    | RE                | Hristo Petrov              |                           |
| Medio Ambiente, Salud Pública y Seguridad Alimentaria | Medio Ambiente, Salud Pública y Seguridad Alimentaria | ENVI     |            | S&D        | Antonio Decaro                |                   | PPE                        | Esther Herranz García     |
| Medio Ambiente, Salud Pública y Seguridad Alimentaria | Medio Ambiente, Salud Pública y Seguridad Alimentaria | ENVI     |            | S&D        | Antonio Decaro                | ECR               | Pietro Fiocchi             |                           |
| Medio Ambiente, Salud Pública y Seguridad Alimentaria | Medio Ambiente, Salud Pública y Seguridad Alimentaria | ENVI     |            | S&D        | Antonio Decaro                | GUE/NGL           | Anja Hazekamp              |                           |
| Medio Ambiente, Salud Pública y Seguridad Alimentaria | Medio Ambiente, Salud Pública y Seguridad Alimentaria | ENVI     |            | S&D        | Antonio Decaro                | PPE               | András Tivadar Kulja       |                           |
|                                                       | Salud Pública                                         | SANT     |            | PPE        | Adam Jarubas                  |                   | G/EFA                      | Tilly Metz                |
|                                                       | Salud Pública                                         | SANT     | RE         | PPE        | Adam Jarubas                  | Stine Bosse       |                            |                           |
|                                                       | Salud Pública                                         | SANT     | S&D        | PPE        | Adam Jarubas                  | Romana Jerković   |                            |                           |
|                                                       | Salud Pública                                         | SANT     | ECR        | PPE        | Adam Jarubas                  | Emmanouil Fragkos |                            |                           |
| Asuntos Legales                                       | Asuntos Legales                                       | JURI     |            | RE         | Ilhan Kyuchyuk                |                   | PPE                        | Marion Walsmann           |
| Asuntos Legales                                       | Asuntos Legales                                       | JURI     |            | RE         | Ilhan Kyuchyuk                | ECR               | Mario Mantovani            |                           |
| Asuntos Legales                                       | Asuntos Legales                                       | JURI     |            | RE         | Ilhan Kyuchyuk                | S&D               | Lara Wolters               |                           |
| Asuntos Legales                                       | Asuntos Legales                                       | JURI     |            | RE         | Ilhan Kyuchyuk                | PPE               | Emil Radev                 |                           |
| Industria, Investigación y Energía                    | Industria, Investigación y Energía                    | ITRE     |            | PPE        | Borys Budka                   |                   | S&D                        | Tsvetelina Penkova        |
| Industria, Investigación y Energía                    | Industria, Investigación y Energía                    | ITRE     |            | PPE        | Borys Budka                   | ECR               | Elena Donazzan             |                           |
| Industria, Investigación y Energía                    | Industria, Investigación y Energía                    | ITRE     |            | PPE        | Borys Budka                   | S&D               | Giorgio Gori               |                           |
| Industria, Investigación y Energía                    | Industria, Investigación y Energía                    | ITRE     |            | PPE        | Borys Budka                   | RE                | Yvan Verougstraete         |                           |
| Libertades Civiles, Justicia y Asuntos Interiores     | Libertades Civiles, Justicia y Asuntos Interiores     | LIBE     |            | PPE        | Javier Zarzalejos             |                   | S&D                        | Marina Kaljurand          |
| Libertades Civiles, Justicia y Asuntos Interiores     | Libertades Civiles, Justicia y Asuntos Interiores     | LIBE     |            | PPE        | Javier Zarzalejos             | ECR               | Charlie Weimers            |                           |
| Libertades Civiles, Justicia y Asuntos Interiores     | Libertades Civiles, Justicia y Asuntos Interiores     | LIBE     |            | PPE        | Javier Zarzalejos             | S&D               | Alessandro Zan             |                           |
| Libertades Civiles, Justicia y Asuntos Interiores     | Libertades Civiles, Justicia y Asuntos Interiores     | LIBE     |            | PPE        | Javier Zarzalejos             | GUE/NGL           | Estrella Galán             |                           |
| Desarrollo                                            | Desarrollo                                            | DEVE     |            | RE         | Barry Andrews                 |                   | G/EFA                      | Isabella Lövin            |
| Desarrollo                                            | Desarrollo                                            | DEVE     |            | RE         | Barry Andrews                 | PPE               | Hildegard Bentele          |                           |
| Desarrollo                                            | Desarrollo                                            | DEVE     |            | RE         | Barry Andrews                 | RE                | Abir Al-Sahlani            |                           |
| Desarrollo                                            | Desarrollo                                            | DEVE     |            | RE         | Barry Andrews                 | S&D               | Robert Biedroń             |                           |
| Mercado Interior y Protección del Consumidor          | Mercado Interior y Protección del Consumidor          | IMCO     |            | G/EFA      | Anna Cavazzini                |                   | PPE                        | Christian Doleschal       |
| Mercado Interior y Protección del Consumidor          | Mercado Interior y Protección del Consumidor          | IMCO     |            | G/EFA      | Anna Cavazzini                | RE                | Nikola Minchev             |                           |
| Mercado Interior y Protección del Consumidor          | Mercado Interior y Protección del Consumidor          | IMCO     |            | G/EFA      | Anna Cavazzini                | S&D               | Maria Grapini              |                           |
| Mercado Interior y Protección del Consumidor          | Mercado Interior y Protección del Consumidor          | IMCO     |            | G/EFA      | Anna Cavazzini                | PPE               | Kamila Gasiuk-Pihowicz     |                           |
| Asuntos Constitucionales                              | Asuntos Constitucionales                              | AFCO     |            | PPE        | Sven Simon                    |                   | S&D                        | Gabriele Bischoff         |
| Asuntos Constitucionales                              | Asuntos Constitucionales                              | AFCO     |            | PPE        | Sven Simon                    | PPE               | Adrián Vázquez Lázara      |                           |
| Asuntos Constitucionales                              | Asuntos Constitucionales                              | AFCO     |            | PPE        | Sven Simon                    | RE                | Charles Goerens            |                           |
| Asuntos Constitucionales                              | Asuntos Constitucionales                              | AFCO     |            | PPE        | Sven Simon                    | PPE               | Péter Magyar               |                           |
| Comercio Internacional                                | Comercio Internacional                                | INTA     |            | S&D        | Bernd Lange                   |                   | GUE/NGL                    | Manon Aubry               |
| Comercio Internacional                                | Comercio Internacional                                | INTA     |            | S&D        | Bernd Lange                   | PPE               | Iuliu Winkler              |                           |
| Comercio Internacional                                | Comercio Internacional                                | INTA     |            | S&D        | Bernd Lange                   | RE                | Karin Karlsbro             |                           |
| Comercio Internacional                                | Comercio Internacional                                | INTA     |            | S&D        | Bernd Lange                   | S&D               | Kathleen Van Brempt        |                           |
| Transporte y Turismo                                  | Transporte y Turismo                                  | TRAN     |            | PPE        | Elissavet Vozemberg-Vrionidi  |                   | G/EFA                      | Virginijus Sinkevičius    |
| Transporte y Turismo                                  | Transporte y Turismo                                  | TRAN     |            | PPE        | Elissavet Vozemberg-Vrionidi  | PPE               | Sophia Kircher             |                           |
| Transporte y Turismo                                  | Transporte y Turismo                                  | TRAN     |            | PPE        | Elissavet Vozemberg-Vrionidi  | GUE/NGL           | Elena Kountoura            |                           |
| Transporte y Turismo                                  | Transporte y Turismo                                  | TRAN     |            | PPE        | Elissavet Vozemberg-Vrionidi  | S&D               | Matteo Ricci               |                           |
| Derechos de la Mujer e Igualdad de Género             | Derechos de la Mujer e Igualdad de Género             | FEMM     |            | S&D        | Lina Gálvez                   |                   | RE                         | Dainius Žalimas           |
| Derechos de la Mujer e Igualdad de Género             | Derechos de la Mujer e Igualdad de Género             | FEMM     |            | S&D        | Lina Gálvez                   | GUE/NGL           | Irene Montero              |                           |
| Derechos de la Mujer e Igualdad de Género             | Derechos de la Mujer e Igualdad de Género             | FEMM     |            | S&D        | Lina Gálvez                   | PPE               | Rosa Estaràs Ferragut      |                           |
| Derechos de la Mujer e Igualdad de Género             | Derechos de la Mujer e Igualdad de Género             | FEMM     |            | S&D        | Lina Gálvez                   | S&D               | Predrag Fred Matić         |                           |
| Presupuestos                                          | Presupuestos                                          | BUDG     |            | ECR        | Johan Van Overtveldt          |                   | PPE                        | Monika Hohlmeier          |
| Presupuestos                                          | Presupuestos                                          | BUDG     |            | ECR        | Johan Van Overtveldt          | S&D               | Giuseppe Lupo              |                           |
| Presupuestos                                          | Presupuestos                                          | BUDG     |            | ECR        | Johan Van Overtveldt          | PPE               | Janusz Lewandowski         |                           |
| Presupuestos                                          | Presupuestos                                          | BUDG     |            | ECR        | Johan Van Overtveldt          | RE                | Lucia Yar                  |                           |
| Desarrollo Regional                                   | Desarrollo Regional                                   | REGI     |            | S&D        | Dragoș Benea                  |                   | PPE                        | Gabriella Gerzsenyi       |
| Desarrollo Regional                                   | Desarrollo Regional                                   | REGI     |            | S&D        | Dragoș Benea                  | S&D               | Nora Mebarek               |                           |
| Desarrollo Regional                                   | Desarrollo Regional                                   | REGI     |            | S&D        | Dragoș Benea                  | ECR               | Francesco Ventola          |                           |
| Desarrollo Regional                                   | Desarrollo Regional                                   | REGI     |            | S&D        | Dragoș Benea                  | RE                | Ľubica Karvašová           |                           |
| Peticiones                                            | Peticiones                                            | PETI     |            | ECR        | Bogdan Rzońca                 |                   | PPE                        | Dolors Montserrat         |
| Peticiones                                            | Peticiones                                            | PETI     |            | ECR        | Bogdan Rzońca                 | PPE               | Fredis Beleris             |                           |
| Peticiones                                            | Peticiones                                            | PETI     |            | ECR        | Bogdan Rzońca                 | S&D               | Nils Ušakovs               |                           |
| Peticiones                                            | Peticiones                                            | PETI     |            | ECR        | Bogdan Rzońca                 | G/EFA             | Cristina Guarda            |                           |
| Control Presupuestario                                | Control Presupuestario                                | CONT     |            | PPE        | Niclas Herbst                 |                   | PPE                        | Caterina Chinnici         |
| Control Presupuestario                                | Control Presupuestario                                | CONT     |            | PPE        | Niclas Herbst                 | ECR               | Cristian Terheş            |                           |
| Control Presupuestario                                | Control Presupuestario                                | CONT     |            | PPE        | Niclas Herbst                 | S&D               | Claudiu Manda              |                           |
| Agricultura y Desarrollo Rural                        | Agricultura y Desarrollo Rural                        | AGRI     |            | ECR        | Veronika Vrecionová           |                   | PPE                        | Daniel Buda               |
| Agricultura y Desarrollo Rural                        | Agricultura y Desarrollo Rural                        | AGRI     |            | ECR        | Veronika Vrecionová           | PPE               | Norbert Lins               |                           |
| Agricultura y Desarrollo Rural                        | Agricultura y Desarrollo Rural                        | AGRI     |            | ECR        | Veronika Vrecionová           | S&D               | Eric Sargiacomo            |                           |
| Asuntos Económicos y Monetarios                       | Asuntos Económicos y Monetarios                       | ECON     |            | S&D        | Aurore Lalucq                 |                   | G/EFA                      | Damian Boeselager         |
| Asuntos Económicos y Monetarios                       | Asuntos Económicos y Monetarios                       | ECON     |            | S&D        | Aurore Lalucq                 | RE                | Ludovit Odor               |                           |
| Asuntos Económicos y Monetarios                       | Asuntos Económicos y Monetarios                       | ECON     |            | S&D        | Aurore Lalucq                 | PPE               | Ludek Niedermayer          |                           |
|                                                       | Asuntos Fiscales                                      | FISC     |            | GUE/NGL    | Pasquale Tridico              |                   | G/EFA                      | Kira Marie Peter-Hansen   |
|                                                       | Asuntos Fiscales                                      | FISC     | PPE        | GUE/NGL    | Pasquale Tridico              | Regina Doherty    |                            |                           |
|                                                       | Asuntos Fiscales                                      | FISC     | S&D        | GUE/NGL    | Pasquale Tridico              | Markus Ferber     |                            |                           |
|                                                       | Asuntos Fiscales                                      | FISC     | PPE        | GUE/NGL    | Pasquale Tridico              | Matthias Ecke     |                            |                           |
| Pesca                                                 | Pesca                                                 | PECH     |            | PPE        | Carmen Crespo Díaz            |                   | PPE                        | Sander Smit               |
| Pesca                                                 | Pesca                                                 | PECH     |            | PPE        | Carmen Crespo Díaz            | ECR               | Giuseppe Milazzo           |                           |
| Pesca                                                 | Pesca                                                 | PECH     |            | PPE        | Carmen Crespo Díaz            | RE                | Stéphanie Yon-Courtin      |                           |
| Pesca                                                 | Pesca                                                 | PECH     |            | PPE        | Carmen Crespo Díaz            | PPE               | Jessica Polfjärd           |                           |

## Nueva Comisión Europea
Los miembros de la Comisión son designados y nombrados conforme a distintos procedimientos, en función de la responsabilidad que ocupen en el seno del Colegio. Así se diferencian tres comisarios cuyo caso presenta notables especificidades dentro del proceso de nombramiento:
- el presidente de la Comisión, que es elegido directamente por mayoría absoluta por el Parlamento Europeo, previa propuesta del Consejo Europeo formulada por mayoría cualificada, en función de las elecciones europeas, tras la exposición de su programa ante la Cámara y después de un debate de investidura;
- el Alto Representante de la Unión para Asuntos Exteriores y Política de Seguridad, que es nombrado por el Consejo Europeo, de acuerdo con el presidente de la Comisión, sin perjuicio del requisito de audiencia ante la comisión parlamentaria correspondiente y del posterior nombramiento conjunto del Colegio, que deberá cumplimentar para asumir plenamente sus funciones como Vicepresidente de la Comisión;
- los demás vicepresidentes, que son nombrados como tal a voluntad por el presidente de la Comisión de entre sus miembros.

### Elección del Presidente de la Comisión
| Votación para la presidencia de la Comisión Europea En el Consejo Europeo: Necesaria mayoría cualificada En el Parlamento Europeo: Mayoría absoluta en 1ª Vuelta: 361 \| 2ª Vuelta Mayoría simple |                  | | | | | | | | | |                                       |
| Candidata |                  | | | | | | | | | |                                       |
| |                  | | | | | | | | | |                                       |
| Ursula von der Leyen |                  | | | | | | | | | |                                       |
| Estado | Estado           | Alemania | Alemania | Alemania | Alemania | Alemania | Alemania | Alemania | Alemania | Alemania | Alemania                              |
| Partido político | Partido político | Unión Demócrata Cristiana de Alemania | Unión Demócrata Cristiana de Alemania | Unión Demócrata Cristiana de Alemania | Unión Demócrata Cristiana de Alemania | Unión Demócrata Cristiana de Alemania | Unión Demócrata Cristiana de Alemania | Unión Demócrata Cristiana de Alemania | Unión Demócrata Cristiana de Alemania | Unión Demócrata Cristiana de Alemania | Unión Demócrata Cristiana de Alemania |
| Grupo político | Grupo político   | Partido Popular | Partido Popular | Partido Popular | Partido Popular | Partido Popular | Partido Popular | Partido Popular | Partido Popular | Partido Popular | Partido Popular                       |
| |                  | | | | | | | | | |                                       |
| |                  | País Miembro | País Miembro | País Miembro | País Miembro | País Miembro | País Miembro | País Miembro | País Miembro | País Miembro | Total                                 |
| Votación del Consejo Europeo | Sí               | Austria, Bélgica, Bulgaria, Chipre, Croacia, Dinamarca, Eslovaquia, Eslovenia, España, Estonia, Finlandia, Francia, Grecia, Hungría, Irlanda, Italia, Letonia, Lituania, Luxemburgo, Malta, Países Bajos, Polonia, Portugal, República Checa, Rumanía, Suecia. | Austria, Bélgica, Bulgaria, Chipre, Croacia, Dinamarca, Eslovaquia, Eslovenia, España, Estonia, Finlandia, Francia, Grecia, Hungría, Irlanda, Italia, Letonia, Lituania, Luxemburgo, Malta, Países Bajos, Polonia, Portugal, República Checa, Rumanía, Suecia. | Austria, Bélgica, Bulgaria, Chipre, Croacia, Dinamarca, Eslovaquia, Eslovenia, España, Estonia, Finlandia, Francia, Grecia, Hungría, Irlanda, Italia, Letonia, Lituania, Luxemburgo, Malta, Países Bajos, Polonia, Portugal, República Checa, Rumanía, Suecia. | Austria, Bélgica, Bulgaria, Chipre, Croacia, Dinamarca, Eslovaquia, Eslovenia, España, Estonia, Finlandia, Francia, Grecia, Hungría, Irlanda, Italia, Letonia, Lituania, Luxemburgo, Malta, Países Bajos, Polonia, Portugal, República Checa, Rumanía, Suecia. | Austria, Bélgica, Bulgaria, Chipre, Croacia, Dinamarca, Eslovaquia, Eslovenia, España, Estonia, Finlandia, Francia, Grecia, Hungría, Irlanda, Italia, Letonia, Lituania, Luxemburgo, Malta, Países Bajos, Polonia, Portugal, República Checa, Rumanía, Suecia. | Austria, Bélgica, Bulgaria, Chipre, Croacia, Dinamarca, Eslovaquia, Eslovenia, España, Estonia, Finlandia, Francia, Grecia, Hungría, Irlanda, Italia, Letonia, Lituania, Luxemburgo, Malta, Países Bajos, Polonia, Portugal, República Checa, Rumanía, Suecia. | Austria, Bélgica, Bulgaria, Chipre, Croacia, Dinamarca, Eslovaquia, Eslovenia, España, Estonia, Finlandia, Francia, Grecia, Hungría, Irlanda, Italia, Letonia, Lituania, Luxemburgo, Malta, Países Bajos, Polonia, Portugal, República Checa, Rumanía, Suecia. | Austria, Bélgica, Bulgaria, Chipre, Croacia, Dinamarca, Eslovaquia, Eslovenia, España, Estonia, Finlandia, Francia, Grecia, Hungría, Irlanda, Italia, Letonia, Lituania, Luxemburgo, Malta, Países Bajos, Polonia, Portugal, República Checa, Rumanía, Suecia. | Austria, Bélgica, Bulgaria, Chipre, Croacia, Dinamarca, Eslovaquia, Eslovenia, España, Estonia, Finlandia, Francia, Grecia, Hungría, Irlanda, Italia, Letonia, Lituania, Luxemburgo, Malta, Países Bajos, Polonia, Portugal, República Checa, Rumanía, Suecia. | 26/27                                 |
| Votación del Consejo Europeo | No               | | | | | | | | | | 0/27                                  |
| Votación del Consejo Europeo | Abs.             | Alemania. | Alemania. | Alemania. | Alemania. | Alemania. | Alemania. | Alemania. | Alemania. | Alemania. | 1/27                                  |
| |                  | | | | | | | | | | Total                                 |
| Votación en el Parlamento Europeo | Grupo            | EPP | S&D | PxE | ECR | RE | G-EFA | GUE/NGL | ENS | NI |                                       |
| Votación en el Parlamento Europeo | Grupo            | | | | | | | | | |                                       |
| Votación en el Parlamento Europeo | Sí               | EPP | S&D | | N-VA ODS | RE | G-EFA | | | | 410/719                               |
| Votación en el Parlamento Europeo | No               | LR SDS | BSP DIKO SD | PxE | ECR | FDP FF FW | EELV Vesna Ecolo ERC CC BNG CeC | GUE/NGL | ENS | NI | 284/719                               |
| Votación en el Parlamento Europeo | En Blanco        | | PS | | | | | | | | 22/719                                |
| Votación en el Parlamento Europeo | Abs.             | | | | | | | | | | 12/719                                |

La Primera Comisión Von der Leyen, también conocida como "Von der Leyen I", fue el gabinete de la Comisión Europea desde el 1 de diciembre de 2019 hasta el 30 de noviembre de 2024. 
La Primera Comisión Von der Leyen tomó posesión tras obtener 461 votos a favor en el Parlamento Europeo el 27 de octubre de 2019, y tras un largo proceso que empezó el 16 de julio de ese mismo año, cuando Ursula von der Leyen fue investida presidenta con 383 votos (superando la mayoría absoluta requerida). Formado tras un acuerdo de gobierno entre el PPE, los S&D y Renovar Europa, su presidenta fue la popular Ursula von der Leyen, quien presidió un gabinete de 26 comisarios, uno por cada Estado de la Unión, excepto Alemania, país de origen de Von der Leyen, y el Reino Unido, que se negó a proponer comisario por su entonces previsible salida de la Unión (Brexit) en 2020. Contó con el apoyo externo de una tercera parte del grupo de los Conservadores y Reformistas (ECR Group).

### Nombramiento del Alto representante para Asuntos Exteriores y Política de Seguridad
El Alto Representante es uno de los vicepresidentes de la Comisión, velará por la coherencia de la acción exterior de la Unión, se encargará, dentro de la Comisión, de las responsabilidades que incumben a la misma en el ámbito de las relaciones exteriores y de la coordinación de los demás aspectos de la acción exterior de la Unión. En el ejercicio de estas responsabilidades dentro de la Comisión, y exclusivamente, por lo que respecta a las mismas , el AR estará sujeto a los procedimientos por los que se rige el funcionamiento de la Comisión.

## Contexto institucional
La refundación de la Unión Europea es el proyecto que busca la reforma institucional y constitucional para adaptar a dicha organización a los futuros cambios globales y avanzar en la integración europea. Fue iniciado en 2017 y ha sido impulsado principalmente por la Comisión Europea y el denominado eje franco-alemán. Aunque el término «refundación» ha sido utilizado especialmente por el presidente de Francia, Emmanuel Macron y su gobierno, diferentes actores políticos se han referido a la situación empleando términos variados para reflejar la voluntad de aumentar la capacidad geopolítica, la autonomía estratégica o la soberanía de la Unión. Por ejemplo, durante la presidencia francesa del Consejo de la UE en 2022, el propio Macron utilizó como eslogan las palabras «relanzamiento, poder, pertenencia».
En medio de la tensión diplomática entre Rusia y la UE y la intensificación de la rivalidad entre China y Estados Unidos, la UE comenzó a debatir la noción de autonomía estratégica, que exige a la organización defender su soberanía y promover sus intereses de manera independiente. Dicha autonomía suele vincularse a la defensa, pero podría ir más allá, teniendo en cuenta que a nivel internacional las capacidades económicas y tecnológicas han ganado relevancia. Sin embargo, varios líderes europeos aspiran a dotar a la UE de las capacidades militares que consideran necesarias para garantizar su defensa en pos de conseguir la autonomía estratégica.
Entre tanto, en Estados Unidos, los gobiernos de Donald Trump y Joe Biden asumieron una postura de relativa ruptura respecto a la UE, lo que ha generado una «pérdida de confianza» en la relación bilateral dentro de la clase política y la opinión pública en la UE. Paralelamente las nuevas relaciones eurobritánicas, tras la salida del Reino Unido de la UE en 2020, se han desarrollado en medio de un reforzamiento de la angloesfera que ha chocado con algunos intereses de la UE.
Sin embargo, han sido dos los principales catalizadores que desde 2020 impulsan una serie de cambios de considerable magnitud en el bloque comunitario: la crisis de la pandemia de COVID-19 y la situación de la Unión tras la invasión rusa de Ucrania. Entre otros aspectos, ambas crisis pusieron en evidencia la dependencia exterior de la Unión para abastecerse de productos y materias primas de carácter estratégico. Ello, unido al creciente proteccionismo de competidores clave como China y Estados Unidos —en particular las leyes de este último aprobadas en 2022—, potenció la adopción de medidas comunitarias que buscan la reindustralización interior de la UE.
No obstante, desde que asumió sus funciones en 2017, el presidente Macron ya había abanderado propuestas en respaldo de su consigna de «refundar Europa». Pese a ello, en los primeros años de su gobierno, Macron no había obtenido el respaldo del gobierno de la canciller alemana Angela Merkel a sus iniciativas más ambiciosas dentro de la UE. Pero la situación cambió el 18 de mayo de 2020, cuando —en el marco de la crisis de la pandemia— ambos gobernantes presentaron un plan para la UE armonizado con varias acciones institucionales iniciadas en marzo de ese año, que fueron seguidas por una ola de anuncios sin precedentes. Esta dinámica despertó expectativas sobre Olaf Scholz —quien reemplazó a Merkel como canciller en diciembre de 2021— y su política europea enfocada en la evolución hacia el establecimiento de un «Estado federal» que no logró implementar antes de ser reemplazado por Friedrich Merz en 2025.

## Nota
1. ↑  Aunque miembros de SALF estan inscritos como miembros individuales.